# Слава Україні (фільм, 2023)
«Слава Україні» (фр. Slava Ukraini) — французький документальний фільм Марка Русселя та Бернара-Анрі Леві, другий фільм трилогії про повномасштабне російське вторгнення, який вийшов 22 лютого 2023 року.
Знятий як щоденник подій другої половини 2022 року; він є продовженням попередньої документальної стрічки «Pourquoi l'Ukraine» («Чому Україна»), яка розповідала про перші місяці вторгнення і транслювалася на телеканалі ARTE. У 2023 році після фільму «Слава Україні» вийшов третій документальний фільм: «З Україною в серці», створений тією ж командою під керівництвом Бернара-Анрі Леві.
Назва «Слава Україні» повторює український патріотичний девіз «Слава Україні».

## Сюжет
Фільм знято у вигляді репортажів, які Леві веде з лінії фронту, затоплених населених пунктів після підриву Каховської греблі, колишніх місць утримання українських заручників, зруйнованих будівель прифронтових міст, допиту полонених загарбників тощо. Він також бере інтерв'ю у військових, волонтерів, місцевих жителів і коментує побачене.

## Фільмування
У червні 2022 року, Бернар-Анрі Леві після показу першого фільму телеканалі ARTE ухвалив рішення зняти другий фільм про Україну, як продовження попереднього.
Дія фільму починається в Харкові. Він закінчується в Херсоні, під час звільнення міста, після наступу української армії, а також в Очакові, де готується новий наступ.

## Сприйняття

### Реакція на фільм у Франції
Фільм непомітно пройшов у кінотеатрах, зібравши лише 208 відвідувань у день виходу на екрани, із загальної кількості 1024 відвідувань за три тижні.
На Allociné фільм отримав 0,8/5.
У пресі відгуки були неоднозначними: Паризьєн поставив оцінку 3/5. Ле-Монд і Télérama дають йому оцінку 2/5.
Паризьєн зазначає: «Бернар-Анрі Леві заслуговує на похвалу за те, що він (надовго) відправився в поле, повернувся з повчальним звітом і залишився вірним своїм зобов'язанням».
Цю думку поділяє видання L'Opinion, яке визнає: «Цього разу Бернар-Анрі Леві вдалося зворушити нас. Не через дружбу чи злість, а через щирість».
Крістін Анґо, пишучи в Le Journal du Dimanche, зауважила про «Славу України», що Леві «йде туди, щоб знайти в справедливій боротьбі почуття братерства, яке він відчуває до людей, які все ще вірять в неї».
Французький політичний тижневик Franc-Tireur, написав наступне: «у фільмі присутній високий, глибокий погляд, що розкриває суть цієї війни, що триває».
«Розповіді очевидців глибоко зворушливі, а зображення не приховують реалій країни, спустошеної роком війни, країни, яка все ще стоїть і викликає захоплення», — розповідає французька щоденна газета Midi libre.
„Ніколи раніше Леві не знімав і не зображував страждання і смерть з такою жорстокістю, з такою непримиренною, оголеною, чорною грубістю“, — зазначає Сильвен Форт у L'Express.
«Леві показує нам справжнє обличчя того, що Путін робить з цими людьми», — пише Les Echos.

### Реакція на фільм в Україні
26 лютого 2023 року фільм «Слава Україні» був показаний у Києві в кінотеатрі «Жовтень» у присутності Бернара-Анрі Леві та його команди перед аудиторією, до якої увійшли Етьєн де Понсен, посол Франції в Україні, Дмитро Кулеба, міністр закордонних справ України, Олександр Ткаченко, міністр культури, та Олексій Резніков, міністр оборони, який сказав, віддаючи шану Леві: «Світ має знати правду про російську агресію. Дякую, що розповів її, мій друже».

### Реакція на фільм у США
На «Славу України» з нетерпінням чекають у Сполучених Штатах, про що повідомляє газета Нью-Йорк таймс, яка після виходу фільму у Франції зазначила, що «Славу України» «вітали за його непохитне зображення жахів війни».
4 квітня 2023 року медіагрупа Cohen, дистриб'ютор фільму «Слава Україні» у США, оголосила у виданні Голлівуд-репортер, що фільм вийде в національний прокат на цифрових та VOD-платформах, а також буде показаний у деяких кінотеатрах.
Зокрема в Нью-Йорку, Вашингтоні, Лос-Анджелесі, Чикаго та Філадельфії з початку травня 2023 року.
Фільм «Слава Україні» був показаний у Нью-Йорку 4 травня на показі, організованому в штаб-квартирі Організації Об'єднаних Націй, у великій залі Економічної та Соціальної Ради, в присутності знімальної групи, важкопоранених українських солдатів, а також численних дипломатів, у тому числі послів України та Франції в ООН.
10 травня фільм „Слава України“ був представлений членам Конгресу США в будівлі Капітолію на показі, організованому двопартійним комітетом демократів і республіканців. З цієї нагоди представник Джо Вілсон з Південної Кароліни та сенатор Бен Кардін з Меріленду подякували Леві за його відданість українській справі.
Том Тейхольц зауважив у журналі Forbes: «Те, що робить Бернар-Анрі Леві зі „Славою України“, — це те, що молоді журналісти могли б назвати „адвокаційною журналістикою“, тобто він точно подає факти, але при цьому має свою точку зору і навіть порядок денний».
Тейхольц пояснює: «Цей порядок денний: привернути нашу увагу до України. Побачити на власні очі невибіркове знищення росіянами цивільних об'єктів, а також хоробрість і стійкість українських сил, і, нарешті, загрозу, яку перемога Росії становить для західної демократії».
26 травня 2023 року прес-клуб Лос-Анджелеса оголосив, що Фонд Деніела Перла присудив Бернару-Анрі Леві Премію Деніела Перла «за його мужність і чесність у журналістиці».